# GPS mózgu
„GPS mózgu” (ang. „positioning system in the brain”, „inner GPS”) – neurobiologiczny system orientacji przestrzennej, tworzony przez neurony OUN w czasie eksploracji otoczenia za pomocą zmysłów, w którego skład wchodzą:
- „komórki miejsca” (ang. place cell), ulokowane w hipokampie,
- „komórki siatkowe” (ang. grid cell), powstającej w korze śródwęchowej w czasie obserwacji otoczenia[1][2][3],
- „komórki ściany” i „kierunku głowy” (ang. head direction cells).

Za wyjaśnienie budowy i działania neuronowego systemu lokalizacji przestrzennej Nagrodę Nobla w dziedzinie fizjologii lub medycyny otrzymali w roku 2014 John O’Keefe, May-Britt Moser i Edvard Moser.

## Elementy historii
Problem orientacji w terenie interesował już starożytnych filozofów-epistemologów. W XVII i XVIII wieku uważano, że głównym źródłem informacji o naszym położeniu w trójwymiarowej przestrzeni jest wzrok – zapamiętywane są obrazy widzianych miejsc, co umożliwia nawigację. Nie wyjaśniało to przypadków dobrej orientacji w przestrzeni osób niewidomych od urodzenia (sugerowano przejmowanie funkcji wzroku przez inne zmysły).
Immanuel Kant (koniec XVIII wieku) sprzeciwiał się poglądom empirystów (m.in. John Locke, George Berkeley, David Hume), twierdząc, że decyzje o kierunkach poruszania się są podejmowane nie tylko na podstawie aktualnie odbieranych bodźców zmysłowych. Przypuszczał, że istotną rolę odgrywa również specjalny wewnętrzny system obrazowania, który działa niezależnie od warunków chwili bieżącej (czas i przestrzeń nie są zależne od wrażeń).
Od lat 30. XX wieku problemami orientacji w przestrzeni intensywnie zajmowali się liczni badacze behawioryzmu – psycholodzy i zoopsycholodzy, zainteresowani m.in. uczeniem się pokonywania labiryntów. Znaczny wkład wniósł Edward Tolman, który w roku 1948 ogłosił m.in. pracę Cognitive maps in rats and men. Dowodził, że w mózgu zwierząt i ludzi, którzy poznają nowy teren, powstaje jego kognitywna mapa („mózgowy plan”) (zob. też mapa wyobrażeniowa).
Próby doświadczalnej weryfikacji tej hipotezy metodami neurobiologicznymi podjęto dopiero w latach 60. XX w., po opracowaniu metod pomiarów aktywności pojedynczych neuronów (zob. m.in. potencjał czynnościowy, olbrzymi akson kałamarnicy, Alan Lloyd Hodgkin, Andrew Fielding Huxley).

## Współczesna koncepcja mechanizmu lokalizacji przestrzennej
Laureatami nagrody za odkrycie neuronowego systemu pozycjonowania w mózgu zostali:
- John O’Keefe (udział 1/2), odkrywca „komórek miejsca” w hipokampie, współautor (z Lynn Nadel) The Hippocampus as a Cognitive Map (1978)[8], temat wykładu: Spatial Cells in the Hippocampal Formation[9]

oraz jego uczniowie, zajmujący się zjawiskami w korze śródwęchowej gryzoni, potem nietoperzy i niektórych małp naczelnych, małżeństwo (udziały po 1/4):
- May-Britt Moser, temat wykładu: Grid Cells, Place Cells and Memory[10]
- Edvard Moser, temat wykładu: Grid Cells and the Enthorinal Map of Space[11]

John O’Keefe dokonał swojego przełomowego odkrycia obserwując zmiany aktywności neuronów hipokampa zwierząt doświadczalnych poruszających się w zamkniętej przestrzeni (elektrody wszczepiano do wnętrza neuronu). Stwierdził, że gdy zwierzę znajduje się w określonym punkcie przestrzeni, ulega pobudzeniu ten sam neuron („komórka miejsca”). May-Britt i Edvard Moserowie odkryli, że w korze śródwęchowej znajdują się komórki pobudzane również wtedy, gdy zwierzę znajduje się w określonym punkcie swojej przestrzeni, ale w szczególny sposób – tworzą heksagonalną sieć (nazwano je „komórkami sieci”). Ta sieć komórek stanowi wewnętrzny „system kartograficzny”, umożliwiający określanie i zapamiętanie wzajemnego położenia komórek miejsca.
Polski badacz mózgu człowieka, Jerzy Vetulani (psychofarmakolog, neurobiolog, biochemik) uważa, że odkrycie neuronowego mechanizmu orientacji przestrzennej – „naszego wewnętrznego GPS” – było zasługą co najmniej czterech osób (Komitet Noblowski nie może przyznawać nagrody za odkrycia dokonane przez więcej niż trzy osoby). Zdaniem Vetulaniego czwartym współautorem odkrycia był Amerykanin Jeffrey S. Taube, prowadzący od lat 80. XX w. intensywne badania „komórek kierunku głowy”, związanych z błędnikiem (odkrytych w hipokampie w roku 1984 przez Jamesa Rancka), m.in. autor książki Head Direction Cells and the Neural Mechanisms of Spatial Orientation. „Komórki kierunku głowy” stają się aktywne np. wówczas, gdy wchodząc do pomieszczenia kierujemy głowę w stronę kilku wybranych przedmiotów – utrwalonych punktów orientacyjnych, umożliwiających w przyszłości poruszanie się w tym pomieszczeniu bez udziału wzroku, np. w ciemności (przemeblowanie pomieszczenia zakłóca działanie wewnętrznego GPS).
Mentalny system kartograficzny, powstający w hipokampie zwierząt i ludzi, ma ograniczone wymiary. Opisuje przestrzeń, w której porusza się zwierzę doświadczalne między ścianami klatki lub w labiryncie, ścianami poznawanego przez człowieka pokoju lub na większej przestrzeni, takiej jak objęty wzrokiem obszar otwartego terenu (do widocznego horyzontu). Informacja o położeniu granic kognitywnej mapy jest również rejestrowana w hipokampie (pełniące tę funkcję neurony nazwano „komórkami ściany”). Przypuszcza się, że z takich map korzystają np. wędrowne ptaki lub łososie, płynące na tarło z morza do rzek; w nawigacji poza wzrokiem bywają wykorzystywane komórki geomagnetyczne (również węch, zob. nawigacja zapachowa). Nieustanne tworzenie nowych map jest możliwe m.in. dzięki temu, że w czasie poznawania nowych szlaków pamięciowych hipokamp rozbudowuje się – zwiększa się liczba połączeń nerwowych i liczba neuronów (wyróżnia to tę strukturę spośród innych struktur anatomicznych człowieka).
Hipokamp zwiększa się wskutek intensywnych ćwiczeń, np. długotrwałej koncentracji na zapamiętywaniu tras w labiryncie ulic wielkiego miasta. Potwierdziły to badania wykonane – z udziałem Richarda Frąckowiaka – wśród londyńskich taksówkarzy. Stwierdzono, że ich hipokampy są większe niż przeciętnych mieszkańców miasta, a nawet kierowców autobusów, którym nie jest potrzebne nieustanne tworzenie nowych map kognitywnych. Różnica jest tym większa, im dłużej badany człowiek pracuje jako kierowca taksówki
Odkrycie zasad działania systemu „GPS mózgu” znalazło już zastosowanie w konstrukcji nowych neurorobotów. Przypuszcza się, że może okazać się przełomowe w poszukiwaniach metod leczenia choroby Alzheimera.